# Марика лета со авион
„Марика лета со авион” је југословенски и македонски ТВ филм из 1988. године. Режирао га је Борис Дамевски који је написао и сценарио.

## Улоге
| Глумац            | Улога |
| ----------------- | ----- |
| Перо Георгиевски  | Бриц  |
| Јасмина Поповска  | Лела  |
| Кирил Поп Христов |       |
| Мирче Доневски    |       |
| Гјоргји Колозов   |       |
| Емил Рубен        |       |
| Јосиф Јосифовски  |       |
| Илко Стефановски  |       |
| Неђо Осман        |       |
| Бранко Гјорчев    |       |
| Лазар Бараков     |       |

Остале улоге  ▼
| Глумац             | Улога |
| ------------------ | ----- |
| Владимир Ендровски |       |
| Владимир Лазовски  |       |
| Соња Каранџуловска |       |
| Масјала Кинкеле    |       |
| Сали Заир          |       |
| Гјоко Симоновски   |       |
| Љупчо Младеновски  |       |
| Вукан Диневски     |       |